# Levi (osebno ime)
Levi je osebno ime več osebnosti:
- Levi Strauss, nemško-ameriški tekstilni industrialec, ustanovitelj podjetja Levi's
- Levi ben Gershon, judovsko francoski filozof